# Styloleptus pilosellus
Styloleptus pilosellus är en skalbaggsart som först beskrevs av Fisher 1942.  Styloleptus pilosellus ingår i släktet Styloleptus och familjen långhorningar.
Artens utbredningsområde är Bahamas. Inga underarter finns listade i Catalogue of Life.